# Pezicula plantarium
Pezicula plantarium är en svampart som beskrevs av Wollenw. 1938. Pezicula plantarium ingår i släktet Pezicula och familjen Dermateaceae.   Inga underarter finns listade i Catalogue of Life.